# 2012年のナショナルリーグワイルドカードゲーム
2012年の野球において、メジャーリーグベースボール（MLB）のポストシーズンは10月5日に開幕した。ナショナルリーグの第1回ワイルドカードゲーム（英語: Inaugural National League Wild Card Game）はその最初の試合として、アメリカ合衆国ジョージア州アトランタのターナー・フィールドで行われ、セントルイス・カージナルスがアトランタ・ブレーブスを6－3で下した。この結果、カージナルスが地区シリーズへ進出することになった。

## 両チームの2012年
ブレーブスは前年のシーズン、最後の1か月で10.5ゲーム差をカージナルスにひっくり返されてポストシーズン進出を逃していた。2012年は、5月下旬に8連敗を喫するなど一時は4位まで落ちたが、前半戦最終戦でニューヨーク・メッツを抜いて2位に浮上した。後半戦は首位ワシントン・ナショナルズを追いかけ、8月上旬にはゲーム差を2.0まで縮めたが、その後はまた離されていった。ただ、リーグのワイルドカード争いでは首位を維持したままシーズンを進めた。10月1日のシーズン160試合目で敗れ、地区優勝消滅と同時に第1ワイルドカード獲得が決まった。中心選手チッパー・ジョーンズがこの年限りでの現役引退を表明する一方で、投手陣ではマイク・マイナーやクリス・メドレン、野手陣ではアンドレルトン・シモンズなど、若手が次々と台頭して世代交代を印象づけるシーズンとなった。1試合平均得点は4.32でリーグ7位、防御率は3.42で同4位。
カージナルスは前年のワールドシリーズ優勝後に監督のトニー・ラルーサが勇退し、新監督にマイク・マシーニーを据えて2012年に臨んだ。当初はピッツバーグ・パイレーツやシンシナティ・レッズと三つ巴の優勝争いを繰り広げ、前半戦を終えた段階では首位パイレーツから2.5ゲーム差の3位につけた。後半戦にパイレーツが失速すると2位に浮上したが、首位レッズとのゲーム差が10前後まで広がったため、西地区のロサンゼルス・ドジャースらと第2ワイルドカードをかけて競った。争いはシーズン終盤までもつれ、10月2日に第2ワイルドカードの座を確保した。打線では捕手のヤディアー・モリーナをはじめ、前年のポストシーズンでも活躍したデビッド・フリースやアレン・クレイグら5人が本塁打を20本以上放ち、投手陣もカイル・ローシュら4人が13勝以上を挙げるなど厚い陣容を有していた。1試合平均得点は4.72でリーグ2位、防御率は3.71で同6位。
両チームはこの年、レギュラーシーズンでは計6試合を戦っている。結果は以下の通り。
| 日付                                                         | ビジター球団（先攻）       | スコア | ホーム球団（後攻）         | 開催球場             | 開催球場                                 |
| ------------------------------------------------------------ | -------------------------- | ------ | -------------------------- | -------------------- | ---------------------------------------- |
| 5月11日（金）                                                | アトランタ・ブレーブス     | 9－7   | セントルイス・カージナルス | ブッシュ・スタジアム | ブッシュ・スタジアムターナー・フィールド |
| 5月12日（土）                                                | アトランタ・ブレーブス     | 7－2   | セントルイス・カージナルス | ブッシュ・スタジアム | ブッシュ・スタジアムターナー・フィールド |
| 5月13日（日）                                                | アトランタ・ブレーブス     | 7－4   | セントルイス・カージナルス | ブッシュ・スタジアム | ブッシュ・スタジアムターナー・フィールド |
|                                                              |                            |        |                            |                      | ブッシュ・スタジアムターナー・フィールド |
| 5月28日（月）                                                | セントルイス・カージナルス | 8－2   | アトランタ・ブレーブス     | ターナー・フィールド | ブッシュ・スタジアムターナー・フィールド |
| 5月29日（火）                                                | セントルイス・カージナルス | 4－5   | アトランタ・ブレーブス     | ターナー・フィールド | ブッシュ・スタジアムターナー・フィールド |
| 5月30日（水）                                                | セントルイス・カージナルス | 7－10  | アトランタ・ブレーブス     | ターナー・フィールド | ブッシュ・スタジアムターナー・フィールド |
| アトランタ・ブレーブス［5勝－1勝］セントルイス・カージナルス |                            |        |                            |                      | ブッシュ・スタジアムターナー・フィールド |

## ロースター
両チームの出場選手登録（ロースター）は以下の通り。
- 名前の横の★はこの年のオールスターゲームに選出された選手を、＃はレギュラーシーズン開幕後に入団した選手を示す。
- 年齢は試合開催時点でのもの。

| アトランタ・ブレーブス | アトランタ・ブレーブス | アトランタ・ブレーブス | アトランタ・ブレーブス     | アトランタ・ブレーブス | アトランタ・ブレーブス | アトランタ・ブレーブス | セントルイス・カージナルス | セントルイス・カージナルス | セントルイス・カージナルス | セントルイス・カージナルス | セントルイス・カージナルス | セントルイス・カージナルス | セントルイス・カージナルス |
| 守備位置               | 背番号                 | 出身                   | 選手                       | 投                     | 打                     | 年齢                   | 守備位置                   | 背番号                     | 出身                       | 選手                       | 投                         | 打                         | 年齢                       |
| ---------------------- | ---------------------- | ---------------------- | -------------------------- | ---------------------- | ---------------------- | ---------------------- | -------------------------- | -------------------------- | -------------------------- | -------------------------- | -------------------------- | -------------------------- | -------------------------- |
| 投手                   | 43                     | ベネズエラの旗         | ルイス・アビラン           | 左                     | 左                     | 23                     | 投手                       | 41                         | アメリカ合衆国の旗         | ミッチェル・ボッグス       | 右                         | 右                         | 28                         |
| 投手                   | 32                     | アメリカ合衆国の旗     | チャド・ダービン           | 右                     | 右                     | 34                     | 投手                       | 61                         | アメリカ合衆国の旗         | サム・フリーマン           | 左                         | 右                         | 25                         |
| 投手                   | 56                     | アメリカ合衆国の旗     | コーリー・ギアリン         | 右                     | 右                     | 26                     | 投手                       | 58                         | アメリカ合衆国の旗         | ジョー・ケリー             | 右                         | 右                         | 24                         |
| 投手                   | 15                     | アメリカ合衆国の旗     | ティム・ハドソン           | 右                     | 右                     | 37                     | 投手                       | 26                         | アメリカ合衆国の旗         | カイル・ローシュ           | 右                         | 右                         | 34                         |
| 投手                   | 46                     | アメリカ合衆国の旗     | クレイグ・キンブレル★      | 右                     | 右                     | 24                     | 投手                       | 31                         | アメリカ合衆国の旗         | ランス・リン★              | 右                         | 右                         | 25                         |
| 投手                   | 54                     | アメリカ合衆国の旗     | クリス・メドレン           | 右                     | 両                     | 26                     | 投手                       | 30                         | アメリカ合衆国の旗         | ジェイソン・モット         | 右                         | 右                         | 30                         |
| 投手                   | 36                     | アメリカ合衆国の旗     | マイク・マイナー           | 左                     | 右                     | 24                     | 投手                       | 44                         | ベネズエラの旗             | エドワード・ムヒカ＃       | 右                         | 右                         | 28                         |
| 投手                   | 34                     | アメリカ合衆国の旗     | エリック・オフラハティ     | 左                     | 左                     | 27                     | 投手                       | 64                         | アメリカ合衆国の旗         | トレバー・ローゼンタール   | 右                         | 右                         | 22                         |
| 投手                   | 39                     | アメリカ合衆国の旗     | ジョニー・ベンタース       | 左                     | 左                     | 27                     | 投手                       | 34                         | アメリカ合衆国の旗         | マーク・ゼプチンスキー     | 左                         | 左                         | 27                         |
| 捕手                   | 7                      | ベネズエラの旗         | J.C.ボスカン               | 右                     | 右                     | 32                     | 投手                       | 59                         | メキシコの旗               | フェルナンド・サラス       | 右                         | 右                         | 27                         |
| 捕手                   | 16                     | アメリカ合衆国の旗     | ブライアン・マッキャン     | 右                     | 左                     | 28                     | 捕手                       | 16                         | アメリカ合衆国の旗         | ブライアン・アンダーソン   | 右                         | 左                         | 25                         |
| 捕手                   | 8                      | アメリカ合衆国の旗     | デビッド・ロス             | 右                     | 右                     | 35                     | 捕手                       | 48                         | アメリカ合衆国の旗         | トニー・クルーズ           | 右                         | 右                         | 26                         |
| 内野手                 | 2                      | ドイツの旗             | ジェフ・ベイカー＃         | 右                     | 右                     | 31                     | 捕手                       | 4                          | プエルトリコの旗           | ヤディアー・モリーナ★      | 右                         | 右                         | 30                         |
| 内野手                 | 5                      | アメリカ合衆国の旗     | フレディ・フリーマン       | 右                     | 左                     | 23                     | 内野手                     | 13                         | アメリカ合衆国の旗         | マット・カーペンター       | 右                         | 左                         | 26                         |
| 内野手                 | 20                     | アメリカ合衆国の旗     | エリック・ヒンスキー       | 右                     | 左                     | 35                     | 内野手                     | 21                         | アメリカ合衆国の旗         | アレン・クレイグ           | 右                         | 右                         | 28                         |
| 内野手                 | 10                     | アメリカ合衆国の旗     | チッパー・ジョーンズ★      | 右                     | 両                     | 40                     | 内野手                     | 33                         | アメリカ合衆国の旗         | ダニエル・デスカルソ       | 右                         | 左                         | 25                         |
| 内野手                 | 27                     | アメリカ合衆国の旗     | ライル・オーバーベイ＃     | 左                     | 左                     | 35                     | 内野手                     | 23                         | アメリカ合衆国の旗         | デビッド・フリース★        | 右                         | 右                         | 29                         |
| 内野手                 | 1                      | アメリカ合衆国の旗     | タイラー・パストルニッキー | 右                     | 右                     | 22                     | 内野手                     | 8                          | アメリカ合衆国の旗         | ライアン・ジャクソン       | 右                         | 右                         | 24                         |
| 内野手                 | 19                     | キュラソー島の旗       | アンドレルトン・シモンズ   | 右                     | 右                     | 23                     | 内野手                     | 38                         | アメリカ合衆国の旗         | ピート・コズマ             | 右                         | 右                         | 24                         |
| 内野手                 | 26                     | アメリカ合衆国の旗     | ダン・アグラ★              | 右                     | 右                     | 32                     | 内野手                     | 55                         | アメリカ合衆国の旗         | スキップ・シューマッカー   | 右                         | 左                         | 32                         |
| 外野手                 | 24                     | アメリカ合衆国の旗     | マイケル・ボーン★          | 右                     | 左                     | 29                     | 外野手                     | 3                          | プエルトリコの旗           | カルロス・ベルトラン★      | 右                         | 両                         | 35                         |
| 外野手                 | 13                     | ドミニカ共和国の旗     | ホセ・コンスタンザ         | 左                     | 左                     | 29                     | 外野手                     | 56                         | アメリカ合衆国の旗         | アドロン・チェンバース     | 左                         | 左                         | 25                         |
| 外野手                 | 22                     | アメリカ合衆国の旗     | ジェイソン・ヘイワード     | 左                     | 左                     | 23                     | 外野手                     | 7                          | アメリカ合衆国の旗         | マット・ホリデイ★          | 右                         | 右                         | 32                         |
| 外野手                 | 11                     | アメリカ合衆国の旗     | リード・ジョンソン＃       | 右                     | 右                     | 35                     | 外野手                     | 19                         | アメリカ合衆国の旗         | ジョン・ジェイ             | 左                         | 左                         | 27                         |
| 外野手                 | 14                     | ベネズエラの旗         | マーティン・プラド         | 右                     | 右                     | 28                     | 外野手                     | 43                         | アメリカ合衆国の旗         | シェーン・ロビンソン       | 右                         | 右                         | 27                         |

## 試合
|                            | 1 | 2 | 3 | 4 | 5 | 6 | 7 | 8 | 9 | R | H  | E |
| -------------------------- | - | - | - | - | - | - | - | - | - | - | -- | - |
| セントルイス・カージナルス | 0 | 0 | 0 | 3 | 0 | 1 | 2 | 0 | 0 | 6 | 6  | 0 |
| アトランタ・ブレーブス     | 0 | 2 | 0 | 0 | 0 | 0 | 1 | 0 | 0 | 3 | 12 | 3 |

1. 勝利：カイル・ローシュ
2. セーブ：ジェイソン・モット
3. 敗戦：クリス・メドレン
4. 本塁打
STL：マット・ホリデイ1号ソロ
ATL：デビッド・ロス1号2ラン
5. 審判
［球審］ジェフ・ケロッグ
［塁審］一塁: マイク・ウィンタース、二塁: ゲイリー・シダーストロム、三塁: ジェフ・ネルソン
［外審］左翼: サム・ホルブルック、右翼: ロブ・ドレイク
6. 試合開始時刻: 東部夏時間（UTC-4）午後5時8分 試合時間: 3時間9分 観客: 5万2631人 気温: 81°F（27.2°C）
詳細: MLB.com Gameday / ESPN.com / Baseball-Reference.com / FanGraphs

| セントルイス・カージナルス | セントルイス・カージナルス | セントルイス・カージナルス | セントルイス・カージナルス | セントルイス・カージナルス                                                                          | アトランタ・ブレーブス | アトランタ・ブレーブス | アトランタ・ブレーブス | アトランタ・ブレーブス | アトランタ・ブレーブス                                                                          |
| -------------------------- | -------------------------- | -------------------------- | -------------------------- | --------------------------------------------------------------------------------------------------- | ---------------------- | ---------------------- | ---------------------- | ---------------------- | ----------------------------------------------------------------------------------------------- |
| 打順                       | 守備                       | 選手                       | 打席                       | K・ローシュY・モリーナA・クレイグD・デスカルソD・フリースP・コズマM・ホリデイJ・ジェイC・ベルトラン | 打順                   | 守備                   | 選手                   | 打席                   | K・メドレンD・ロスF・フリーマンD・アグラC・ジョーンズA・シモンズM・プラドM・ボーンJ・ヘイワード |
| 1                          | 中                         | J・ジェイ                  | 左                         | K・ローシュY・モリーナA・クレイグD・デスカルソD・フリースP・コズマM・ホリデイJ・ジェイC・ベルトラン | 1                      | 中                     | M・ボーン              | 左                     | K・メドレンD・ロスF・フリーマンD・アグラC・ジョーンズA・シモンズM・プラドM・ボーンJ・ヘイワード |
| 2                          | 右                         | C・ベルトラン              | 両                         | K・ローシュY・モリーナA・クレイグD・デスカルソD・フリースP・コズマM・ホリデイJ・ジェイC・ベルトラン | 2                      | 左                     | M・プラド              | 右                     | K・メドレンD・ロスF・フリーマンD・アグラC・ジョーンズA・シモンズM・プラドM・ボーンJ・ヘイワード |
| 3                          | 左                         | M・ホリデイ                | 右                         | K・ローシュY・モリーナA・クレイグD・デスカルソD・フリースP・コズマM・ホリデイJ・ジェイC・ベルトラン | 3                      | 右                     | J・ヘイワード          | 左                     | K・メドレンD・ロスF・フリーマンD・アグラC・ジョーンズA・シモンズM・プラドM・ボーンJ・ヘイワード |
| 4                          | 一                         | A・クレイグ                | 右                         | K・ローシュY・モリーナA・クレイグD・デスカルソD・フリースP・コズマM・ホリデイJ・ジェイC・ベルトラン | 4                      | 三                     | C・ジョーンズ          | 両                     | K・メドレンD・ロスF・フリーマンD・アグラC・ジョーンズA・シモンズM・プラドM・ボーンJ・ヘイワード |
| 5                          | 捕                         | Y・モリーナ                | 右                         | K・ローシュY・モリーナA・クレイグD・デスカルソD・フリースP・コズマM・ホリデイJ・ジェイC・ベルトラン | 5                      | 一                     | F・フリーマン          | 左                     | K・メドレンD・ロスF・フリーマンD・アグラC・ジョーンズA・シモンズM・プラドM・ボーンJ・ヘイワード |
| 6                          | 三                         | D・フリース                | 右                         | K・ローシュY・モリーナA・クレイグD・デスカルソD・フリースP・コズマM・ホリデイJ・ジェイC・ベルトラン | 6                      | 二                     | D・アグラ              | 右                     | K・メドレンD・ロスF・フリーマンD・アグラC・ジョーンズA・シモンズM・プラドM・ボーンJ・ヘイワード |
| 7                          | 二                         | D・デスカルソ              | 左                         | K・ローシュY・モリーナA・クレイグD・デスカルソD・フリースP・コズマM・ホリデイJ・ジェイC・ベルトラン | 7                      | 捕                     | D・ロス                | 右                     | K・メドレンD・ロスF・フリーマンD・アグラC・ジョーンズA・シモンズM・プラドM・ボーンJ・ヘイワード |
| 8                          | 遊                         | P・コズマ                  | 右                         | K・ローシュY・モリーナA・クレイグD・デスカルソD・フリースP・コズマM・ホリデイJ・ジェイC・ベルトラン | 8                      | 遊                     | A・シモンズ            | 右                     | K・メドレンD・ロスF・フリーマンD・アグラC・ジョーンズA・シモンズM・プラドM・ボーンJ・ヘイワード |
| 9                          | 投                         | K・ローシュ                | 右                         | K・ローシュY・モリーナA・クレイグD・デスカルソD・フリースP・コズマM・ホリデイJ・ジェイC・ベルトラン | 9                      | 投                     | K・メドレン            | 両                     | K・メドレンD・ロスF・フリーマンD・アグラC・ジョーンズA・シモンズM・プラドM・ボーンJ・ヘイワード |
| 先発投手                   | 先発投手                   | 先発投手                   | 投球                       | K・ローシュY・モリーナA・クレイグD・デスカルソD・フリースP・コズマM・ホリデイJ・ジェイC・ベルトラン | 先発投手               | 先発投手               | 先発投手               | 投球                   | K・メドレンD・ロスF・フリーマンD・アグラC・ジョーンズA・シモンズM・プラドM・ボーンJ・ヘイワード |
| K・ローシュ                | K・ローシュ                | K・ローシュ                | 右                         | K・ローシュY・モリーナA・クレイグD・デスカルソD・フリースP・コズマM・ホリデイJ・ジェイC・ベルトラン | K・メドレン            | K・メドレン            | K・メドレン            | 右                     | K・メドレンD・ロスF・フリーマンD・アグラC・ジョーンズA・シモンズM・プラドM・ボーンJ・ヘイワード |

この試合の先発投手は、ブレーブスはクリス・メドレン、カージナルスはカイル・ローシュ。レギュラーシーズンでの成績は、メドレンが50試合138.0イニングで10勝1敗・防御率1.57、ローシュが33試合211.0イニングで16勝3敗・防御率2.86である。

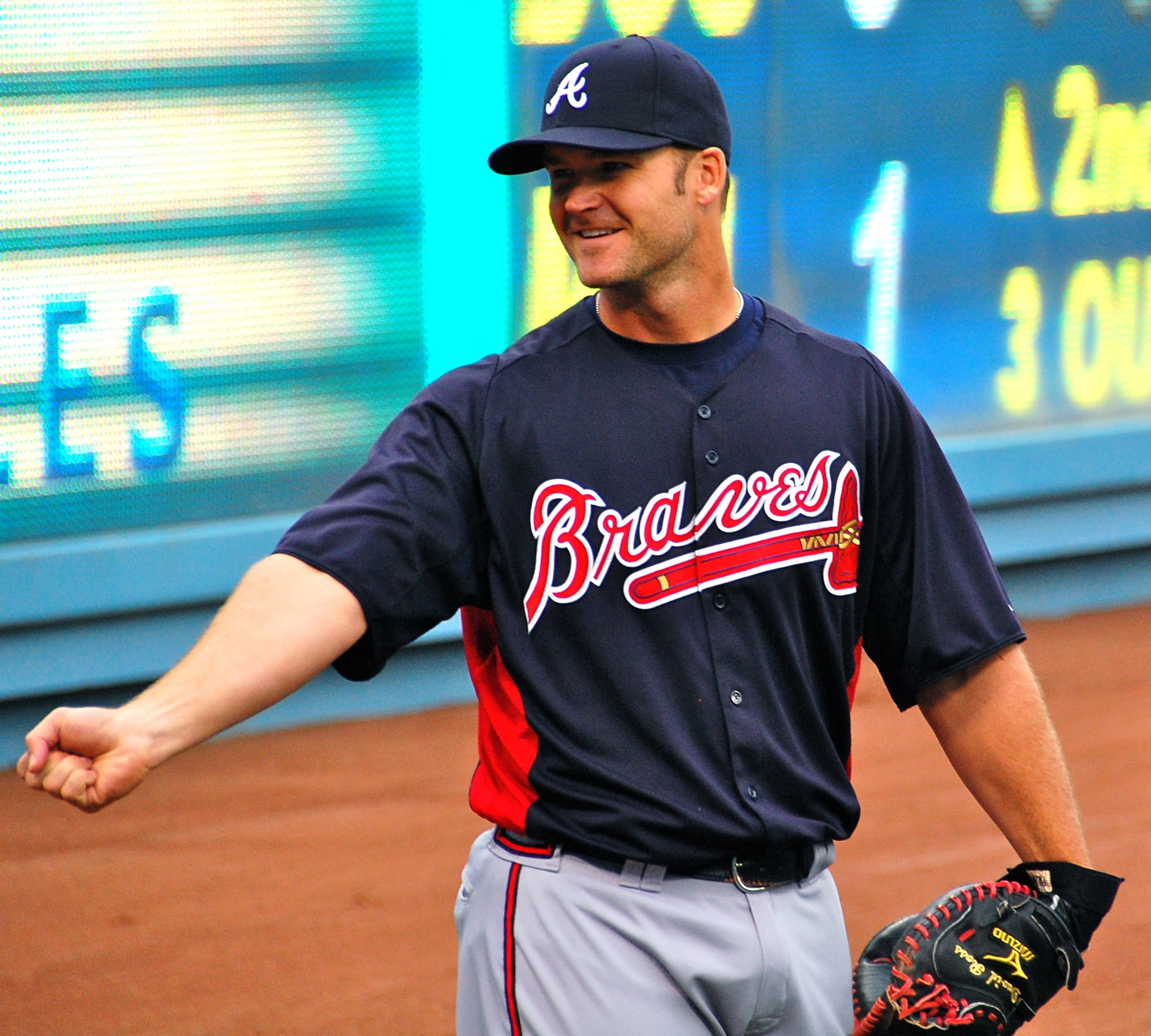
デビッド・ロスは先発起用にまずは打撃で応えた（写真は2012年4月24日撮影）

2回、両チームの捕手の打席が明暗を分ける。表のカージナルスの攻撃では、先頭の5番ヤディアー・モリーナが高めへ浮いたツーシームを捉え、右方向へ大きな当たりを飛ばす。しかしこの本塁打になろうかという打球を、右翼手ジェイソン・ヘイワードがフェンス際でジャンプしながら捕球してアウトにした。ブレーブスはその裏、二死一塁で打席に立った7番デビッド・ロスが1ボール2ストライクからの4球目を空振りするが、球審ジェフ・ケロッグが直前にタイムをかけていたため三振とはならず。仕切り直しの4球目、チェンジアップが甘く入ったのをロスは逃さずに弾き返し、左中間への先制2点本塁打にした。ロスは守備面を評価されてきた控え捕手であるが、正捕手ブライアン・マッキャンが右肩の故障などで不振に陥っていたことから、この日はマッキャンに代わり先発出場していた。その彼が打撃でチームに2点のリードをもたらし、守備でもメドレンを3回まで無安打4奪三振の好投に導いた。
だがブレーブスのリードも長くは続かない。4回表、先頭の2番カルロス・ベルトランが初安打で塁に出る。メドレンは次打者マット・ホリデイにゴロを打たせたが、併殺を狙った三塁手チッパー・ジョーンズが二塁へ悪送球し、無死一・三塁となった。カージナルスは4番アレン・クレイグの二塁打でベルトランを、5番モリーナの二ゴロでホリデイを、そして6番デビッド・フリースの犠牲フライでクレイグを還し、一挙3点を奪って逆転した。その裏、ブレーブスはロスのバント安打などで一死一・三塁の好機を作り、8番アンドレルトン・シモンズもセーフティーバントを試みた。この打球を処理したローシュの一塁送球がシモンズの頭に当たって外野に逸れ、同点・逆転の走者がホームを駆け抜けた。ところが審判は、シモンズがファウルラインの内側を走っていたとして守備妨害をとり、シモンズはアウト、走者は一・三塁に戻された。二死から9番メドレンは空振り三振に倒れ、ブレーブスは得点を挙げることができなかった。

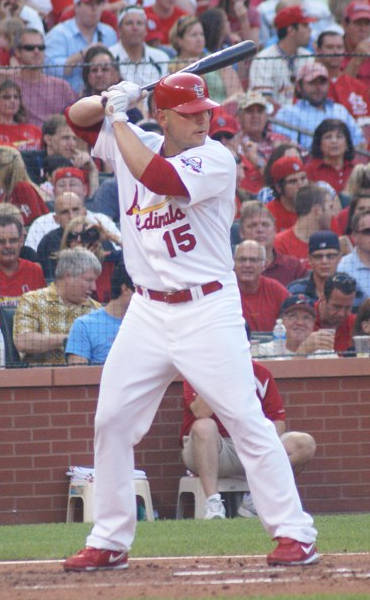
マット・ホリデイのソロ本塁打が結果的には決勝点となった（写真は2009年8月15日撮影）

カージナルスは6回表、3番ホリデイのソロ本塁打で1点を加える。さらに7回、先頭打者フリースが相手の失策で出塁したのをきっかけに一死三塁とし、メドレンを降板に追い込んだ。その後、8番ピート・コズマの遊ゴロで三塁走者にスタートを切らせ、遊撃手シモンズの本塁悪送球を誘って5点目を奪う。その間にコズマは二塁へ進んで、次打者の代打マット・カーペンターの内野安打で一気に生還し、6－2とリードを4点に広げた。この日のメドレンは計5失点を喫したが、うち3点が非自責点と、味方守備の失策に足を引っ張られた。試合後、ジョーンズは自らの悪送球が試合の流れを変えてしまったと反省し、メドレンは味方のミスのあとを抑えることができなかった自分に責任があると述べた。7回裏、ブレーブスは一死三塁から1番マイケル・ボーンの二ゴロで1点を返し、なおも連打で二死二・三塁の好機を迎えた。しかし4番ジョーンズはマーク・ゼプチンスキーの前に1球で二ゴロに打ち取られた。
8回裏、ブレーブスはミッチェル・ボッグスから一死一・二塁という場面を作る。ここで打席に立った8番シモンズがフルカウントからの6球目を引っ張り、打球は遊撃手コズマと左翼手ホリデイの間に落ちてホリデイに拾われた。左前打で一死満塁、と思いきや、打球が落ちる寸前に左翼線審サム・ホルブルックがインフィールドフライを宣告しており、シモンズはアウトで二死二・三塁となった。この判定にブレーブスのダグアウトから監督のフレディ・ゴンザレスが出てきて抗議し、場内のファンはペットボトルなどゴミを次々にフィールドへ投げ込んだ。この混乱により、試合は19分間にわたって中断された。再開後、カージナルスは抑えのジェイソン・モットを登板させ、無失点で凌いだ。モットはイニングをまたいで9回も続投し、4番ジョーンズの内野安打と5番フレディ・フリーマンのエンタイトル二塁打で二死二・三塁の危機を招いたが、最後は6番ダン・アグラを二ゴロに打ち取って6－3で試合を締めくくった。
観客の判定への不満による危険を察知したカージナルスの選手たちは、地区シリーズ進出をフィールド上では祝わず、すぐにクラブハウスへ引き揚げた。インフィールドフライは、打球が実際どこに落ちたかや誰に処理されたかは関係なく、内野手が処理できると審判が判断したときにコールされる、と規則で定められている。そのため、今回のように内野の頭を越えた打球が外野手に処理され、打球が落ちる直前にコールされたとしても、ルール上は問題ない。それでも、プレイの当事者であるコズマが「審判は正しい判定をしたと思う」と語る一方で、カージナルス監督のマイク・マシーニーは「ブレーブス側が不満を募らせるのもわかるよ」と理解を示すなど、微妙な判定ではあった。またこの試合は、ジョーンズにとって現役最後の試合となった。彼は試合後「最後の試合であまり打てなかったうえにチームの敗退につながる失策を犯すなんて嫌なもんだが、これからその事実と向き合っていかなくちゃならない」と述べた。